# Bryum latifolium
Bryum latifolium är en bladmossart som beskrevs av Bridel 1819 [1818. Bryum latifolium ingår i släktet bryummossor, och familjen Bryaceae. Inga underarter finns listade i Catalogue of Life.